# Living the Land
Living the Land (Originaltitel: 生息之地 Sheng xi zhi di) ist ein chinesischer Spielfilm von Huo Meng aus dem Jahr 2025. Das Familiendrama spielt in den 1990er-Jahren und handelt von einem 10-jährigen Jungen, der in seinem chinesischen Heimatdorf sowohl mit bäuerlichen Traditionen als auch dem sozioökonomischen Wandel konfrontiert wird. Das Werk wurde im Februar 2025 im Hauptwettbewerb der Internationalen Filmfestspiele Berlin (Berlinale) uraufgeführt.

## Handlung
Die Volksrepublik China im Jahr 1991: Der 10-jährige Chuang wird in einem Dorf auf dem Land von Verwandten großgezogen. Er ist das dritte Kind seiner Eltern, die wie viele andere in die Stadt gezogen sind, um dort Arbeit zu finden. Über den Verlauf eines Jahres wird das Leben von vier Generationen porträtiert, die vom tiefgreifenden sozioökonomischen Wandel Chinas betroffen sind. Chuang lernt die jahrtausendealten bäuerlichen Traditionen ebenso kennen wie die Modernisierung des Landes infolge des Aufkommens neuer Technologien. Die Landbevölkerung muss sich dieser schnell verändernden Welt anpassen und mit den familiären Pflichten in Einklang bringen. Es finden Geburten, Hochzeiten und Beerdigungen in Chuangs Heimatdorf statt.

## Hintergrund
Living the Land ist der zweite Spielfilm des aus der Provinz Henan stammenden Filmemachers Huo Meng. Sein Erstlingswerk Crossing the Border – Zhaoguan (2018, Guo Zhao Guan), ein Roadmovie um einen Großvater und seinem Enkel auf dem Land, gewann mehr als ein Dutzend internationale Film- und Festivalpreise. Auf der Berlinale 2020 wurde der Film von Jia Zhangke ausgewählt, um im Sonderprogramm On Transmission gezeigt zu werden.
Die Dreharbeiten für Living the Land nahmen über ein Kalenderjahr in Anspruch, da die natürlichen Veränderungen jeder Jahreszeit für die Geschichte des Films von großer Bedeutung waren.
Produziert wurde der Film von Zhang Fan, während die bekannte Schauspielerin Yao Chen als Executive Producer an dem Projekt beteiligt war. An Living the Land beteiligte Gesellschaften waren Floating Light Film and Culture, Shanghai Film Group, Phoenix Legend Films, Bad Rabbit Pictures und Lianray Pictures. Um die internationalen Verwertungsrechte kümmert sich das Berliner Unternehmen M-Appeal.

## Veröffentlichung
Die Weltpremiere von Living the Land erfolgte am 14. Februar 2025 im Rahmen der 75. Berlinale. Dort wurde das Werk als zweiter chinesischer Spielfilm neben Girls on Wire von Vivian Qu in den Hauptwettbewerb eingeladen.

## Auszeichnungen
Für Living the Land erhielt Huo Meng eine Einladung in den Wettbewerb um den Goldenen Bären, den Hauptpreis der Berlinale. Dort wurde ihm der Regiepreis zuerkannt.